# Слуга 2
Слуга 2 (рус. Холоп 2) руски је хумористички филм из 2023. године. Филм је режирао Клим Шипенко и наставак је истоименог филма из 2019. године. Премијерно је приказан 21. децембра 2023. у Москви, док је у биоскопима у Србији објављен 4. јануара 2024. године.

## Радња
У средишту приче је девојка Катја, која се понаша на исти начин као некада Гриша. Посебно се у свему ослања на то што за све своје лудости пролази некажњено. Мајка девојке сваки пут штити своју кћерку, али на крају одлучује да заузме озбиљнији приступ у њеном преваспитавању. У другом делу приче, Гриша ће наставити да мења себе и помоћи ће другима да се промене, па зато и не чуди што ће после контакта са Катјом, веома брзо поново завршити у прошлости.

## Улоге
| Глумац                | Улога              |
| --------------------- | ------------------ |
| Милош Биковић         | Гриша              |
| Аглаја Тарасова       | Катја              |
| Александар Самојленко | Гришин отац        |
| Иван Охлобистин       | психолог           |
| Марија Миронова       | Анастасија         |
| Наталија Рогожкина    | Катјина мајка      |
| Олег Комаров          | Катјин очух        |
| Олга Дибцева          | Катјина полусестра |
| Кирил Нагијев         | Гришин лакеј       |